# Aleksander Szczygło
Aleksander Marek Szczygło (ur. 27 października 1963 w Jezioranach, zm. 10 kwietnia 2010 w Smoleńsku) – polski polityk i urzędnik.
W latach 2001–2006 i 2007–2009 poseł na Sejm IV, V i VI kadencji, poseł do Parlamentu Europejskiego V kadencji, w latach 2005–2006 sekretarz stanu w Ministerstwie Obrony Narodowej, w latach 2006–2007 szef Kancelarii Prezydenta RP Lecha Kaczyńskiego, w 2007 minister obrony narodowej w rządzie Jarosława Kaczyńskiego, w latach 2009–2010 szef Biura Bezpieczeństwa Narodowego.

## Życiorys

### Rodzina i wykształcenie
Syn Stanisława i Stefanii Szczygłów. Miał pięcioro rodzeństwa. Wraz z rodziną mieszkał w Czerwonce w gminie Biskupiec. W latach 1978–1983 uczęszczał do Technikum Kolejowego w Olsztynie. W 1990 ukończył studia na Wydziale Prawa i Administracji Uniwersytetu Gdańskiego. W 1996 ukończył roczny kurs dla pracowników administracji publicznej z Europy Środkowej i Wschodniej organizowany przez Georgetown University (zajęcia odbywały się na University of Wisconsin) oraz odbył praktykę w Kongresie Stanów Zjednoczonych.

### Działalność zawodowa i polityczna
W latach 1990–1991 pracował jako asystent senatora Lecha Kaczyńskiego w Biurze Obywatelskiego Klubu Parlamentarnego w Gdańsku. Jednocześnie pracował jako specjalista w biurze prawnym Komisji Krajowej Niezależnego Samorządnego Związku Zawodowego „Solidarność”. W latach 1991–1992 pracował jako specjalista ds. legislacyjnych w kierowanym przez Lecha Kaczyńskiego Biurze Bezpieczeństwa Narodowego, a po powołaniu Lecha Kaczyńskiego na stanowisko prezesa Najwyższej Izby Kontroli w 1992 został dyrektorem gabinetu prezesa NIK, w urzędzie tym był zatrudniony do 1995.
W 1997 był doradcą głównego inspektora w Głównym Inspektoracie Pracy. W latach 1997–2000 pracował jako dyrektor Departamentu Informacji i Kształcenia Europejskiego w Urzędzie Komitetu Integracji Europejskiej. W 2001 był doradcą prezesa zarządu Powszechnej Kasy Oszczędności Banku Polskiego.
W 2001 został wybrany do Sejmu z listy Prawa i Sprawiedliwości. Od maja do lipca 2004 był eurodeputowanym V kadencji w ramach delegacji krajowej. W wyborach w tymże roku bez powodzenia kandydował do Parlamentu Europejskiego. W wyborach w 2005 ponownie uzyskał mandat poselski.
23 grudnia 2005 został powołany na stanowisko sekretarza stanu w Ministerstwie Obrony Narodowej. Przestał pełnić tę funkcję 2 sierpnia 2006. Tego samego dnia objął urząd szefa Kancelarii Prezydenta RP, rezygnując z zasiadania w parlamencie.
7 lutego 2007 został powołany na stanowisko ministra obrony narodowej w miejsce Radosława Sikorskiego, który podał się do dymisji. 14 marca tego samego roku otrzymał nominację w skład Rady Bezpieczeństwa Narodowego. 7 września został odwołany z Rady Ministrów i jednocześnie powołany na sekretarza stanu i kierownika w Ministerstwie Obrony Narodowej, 10 września prezydent RP Lech Kaczyński ponownie wręczył mu nominację na ministra obrony narodowej.
W wyborach parlamentarnych w 2007 po raz trzeci uzyskał mandat poselski, otrzymując w okręgu olsztyńskim 29 592 głosy. 15 stycznia 2009 został mianowany szefem Biura Bezpieczeństwa Narodowego, tracąc z upływem tego dnia mandat poselski.
Zginął 10 kwietnia 2010 w katastrofie polskiego samolotu Tu-154M w Smoleńsku w drodze na obchody 70. rocznicy zbrodni katyńskiej. 21 kwietnia został pochowany w Kwaterze Smoleńskiej na Cmentarzu Wojskowym na Powązkach w Warszawie. Jego ciało zostało ekshumowane 29 listopada 2016 w związku z prowadzonym w Prokuraturze Krajowej śledztwem w sprawie katastrofy smoleńskiej.

## Odznaczenia i upamiętnienie
Ordery i odznaczenia
- Krzyż Komandorski z Gwiazdą Orderu Odrodzenia Polski – 2010, pośmiertnie[8]
- Odznaka pamiątkowa Ministerstwa Obrony Narodowej – 2007, ex officio
- Krzyż Komandorski Orderu Zasługi – 2009, Węgry[9]
- Order „Za zasługi” II klasy – 2010, Ukraina[10]

Upamiętnienie
Tablice poświęcone Aleksandrowi Szczygle odsłonięto w 2010 na cmentarzu w Węgoju koło Jezioran na grobie jego rodziców, w 2012 w kościele Najświętszego Serca Pana Jezusa w Olsztynie, a w 2013 na budynku Zespołu Szkół Samochodowych im. por. Adolfa Marii Bocheńskiego w Olsztynie (w przeszłości działającego jako Technikum Kolejowe, które ukończył Aleksander Szczygło) oraz w Ełku (na budynku, gdzie w przeszłości Aleksander Szczygło otworzył swoje pierwsze biuro poselskie).
W 2012 imię Aleksandra Szczygły otrzymała Sala Kominkowa w Ministerstwie Obrony Narodowej.